# Pseudohaje goldii
Pseudohaje goldii är en ormart som beskrevs av Boulenger 1895. Pseudohaje goldii ingår i släktet Pseudohaje och familjen giftsnokar. Inga underarter finns listade i Catalogue of Life.
Arten förekommer i centrala Afrika från Ghana till Kenya och söderut till Angola. Honor lägger ägg.